# 흑산공항
흑산공항(黑山空港, 영어: Heuksan Airport)은 대한민국 전라남도 신안군 흑산면 예리에 사업비 1,800억원을 들여 울릉공항과 비슷한 규모인 활주로 길이 1200m, 폭 30m를 건설하여 80인승 항공기의 운항을 목표로 추진하는 소규모 공항이다.

## 역사
당초 2020년도에 개항 예정이었지만 사업자 선정 유찰, 환경부의 환경영향평가, 설계 변경 등의 이유로 착공이 지연되었다가 2025년 하반기에 착공한 뒤 2027년에 개항될 예정이며 서울-흑산도 간의 이동 시간이 1시간으로 단축될 것으로 보인다.

## 같이 보기
- 울릉공항
- 백령공항